# 1236
1236 (MCCXXXVI) je bilo prestopno leto, ki se je po julijanskem koledarju začelo na torek.

## Dogodki

### Evropa
- Leto hude suše v Evropi, ki ji sledi lakota.
- 14. januar - Poroka med angleškim kraljem Henrikom III. in Eleanoro Provansalsko. Henrik ima 28, nevesta pa komaj 12 let.
- 3. februar - Winsdor, Anglija: za pet let je sklenjeno premirje med angleškim kraljem Henrikom III. in francoskim kraljem Ludvikom IX. ↓
- 25. april → Ludvik IX. postane polnoleten. S tem se preneha regentstvo njegove matere Blanke Kastiljske, ki se umakne v samostan.
- 6. maj - Kronist Matej Pariški nadaljuje s pisanjem angleške kronike umrlega Rogerija iz Wendoverja »Cvetovi zgodovine« (Flores Historiarum).
- 3. junij - Na Univerzi v Bologni promovira pravnica Bettisia Gozzadini.
- 20. junij - Sklenjen je Sporazum v Kremmenu med brandenburškim mejnim grofom Otonom III. in pomeranijskim vojvodom Vartislavom III.. Sporazum, ki vsebuje dedno pogodbo, saj je Vartislav brez potomcev, je sklenjen v korist brandenburške hiše. S sporazumom se Vartislav deloma zavaruje pred apetiti mecklenburškega barona Henrika Brovina III., ki je to leto osvojil velik del zahodne Pomeranije.
- 29. junij - Rekonkvista: zavzetje Kordove. Kastiljski kralj Ferdinand III. porazi muslimansko milico pod vodstvom Ibn Huda in se polasti mesta.
- 22. september - Bitka pri Saulju: baltsko pogansko ljudstvo Samogitijcev nepričakovano uničujoče porazi  viteški red Livonskega bratstva meča. V bitki je ubita večina vodstvenega kadra viteškega reda. 1237 ↔
  - Razsulo v križarskih vrstah posredno izkoristi voditelj Litvancev Midaugas, ki se okliče za velikega vojvodo Litve.
- Rimsko-nemški cesar Friderik II. med letom organizira priprave za invazijo na severno Italijo. Papež Gregor IX. ga neuspešno poskuša z diplomacijo odvrniti od nove vojne. Konec leta se odpravi v Lombardijo in s pomočjo tamkajšnjih gibelinov, ki jih vodi condottiero Ezzelino III. da Romano, opleni gvelfovsko Vicenzo. 1237 ↔
- Aleksander Nevski postane novgorodski knez. 1240 ↔
- Umrlega kijevskega velikega kneza Izjaslava IV. nasledi bivši novgorodski knez Jaroslav Vsevolodovič. 1238 ↔
- Severnonemško mesto Plön prevzame zakone[1] mesta Lübeck, korak v postopnem oblikovanju trgovsko-politične zveze Hansa.
- Na viteškem turnirju v Tickhillu v Angliji se sprva serija športnih dvobojev sprevrže v odkrit spopad med severnjaki in južnaki, tako da za mir posreduje papeški legat.

- Mongolska armada pod vodstvom Batu Kana začne z invazijo na Volško Bolgarijo, ki jo osvojijo in večja mesta uničijo, večino prebivalcev pomorijo ali odprodajo v suženjstvo. Ko menijo, da so dosegli svoje, Mongoli zapuste Volško Bolgarijo. Preživelo prebivalstvo se odseli proti severu in ustanovi nekaj (kratkoživih) samostojnih vojvodin.
- Sholastični učenjak Aleksander Haleški se star 51 let pridruži frančiškanom.
- Prva omemba mesta Jena.

### Azija
- Vojna med Južnim Songom in Mongoli: slednji zavzamejo pod vodstvom Ögedeja štiri obmejne province Južnega Songa, mdr.  večji mesti Chengdu in Xiangyang. Pri tem pokoljejo čez milijon prebivalcev. Glavnina armade Južnega Songa vzdrži napad in prepreči napredovanje Mongolov proti jugu. Zavzetje Južnega Songa prepreči še dejstvo, da je mongolska armada zaposlena z več projekti:
  - Osvajanjem Volške Bolgarije (Batu Kan in Subedej). ↑
  - Osvajanjem Armenije in Gruzije (Čormagan).
  - V Koreji Mongoli nadaljujejo z uničevanjem korejskega podeželja. Otok Ganghwa, ki je središče korejske obrambe, in večina korejskih gorskih trdnjav, se zagrizeno upira mongolskim napadom. 1238 ↔
- Umrlega delhijskega sultana Iltutmiša, ki je zagotovil prevlado Mameluške dinastije v severni Indiji, nasledi nesposobni sin Rukn ud din Firuz. Le-tega s prestola odstrani njegova sestra Razia Sultana, oziroma Razia Sultan, ker se odloči uporabljati moško obliko tega naziva.
- Umrlega bejrutskega barona in voditelja proticesarske stranke Ivana Ibelinskega nasledi sin Balian Bejrutski.
- Umrlega emirja Alepa Al-Aziza Muhameda iz dinastije Ajubidov nasledi mladoletni sin An-Nasir Jusuf. Regentstvo prevzame kraljica-mati in babica novega emirja Dajfa Hatun.

### Afrika
- 10. junij - Tunis: med Hafsidi in Genovčani je sklenjen 10 letni trgovski sporazum. Mlado Hafsidsko kraljestvo gospodarsko sčasoma okrepi dotok beguncev iz Iberskega polotoka, ki beže pred napredujočimi kristjani.

## Rojstva
- 6. junij - Wen Tianxiang, kitajski državnik, pesnik († 1283)

Neznan datum
- Albert I., vojvoda Braunschweig-Lüneburga († 1279)
- Bartolomej iz Lucce, italijanski zgodovinar († 1327)
- Helena Anžujska, srbska kraljica († 1314)
- Henri II de Rodez, okcitanski grof Rodeza, trubadur († 1304)
- Jakob ibn Tibbon, provansalski judovski učenjak, astronom († 1304)
- Kutb al-Din al-Širazi, perzijski učenjak, znanstvenik in pesnik († 1311)
- Leon II., kralj Kilikijske Armenije († 1289)

## Smrti
- 14. januar - Sveti Sava, prvi srbski nadškof, svetnik (* 1174)
- 29. april - Iltutmiš, ustanovitelj Delhijskega sultanata
- 6. maj - Rogerij iz Wendoverja, angleški kronist
- 29. julij - Ingeborg Danska, princesa, francoska kraljica (* 1175)
- 9. november - Rukn ud din Firuz, delhijski sultan, sin Iltutmiša
- 26. december - Kancler Filip, francoski filozof, teolog in pesnik (* 1160)ž

Neznan datum
- Al-Aziz Muhamed, emir Alepa iz dinastije Ajubidov (* 1213)
- Barison III. iz Torresa, sardinski kralj Logudora (* 1221)
- Ivan Ibelinski, baron Bejruta (* 1179)
- Izjaslav IV., kijevski veliki knez (* 1186)
- Jahja al-Mu'tasim, almohadski kalif